# 松平乗懿
松平 乗懿（まつだいら のりよし）は、江戸時代後期の三河国西尾藩の世嗣。官位は左京亮。

## 略歴
第4代藩主・松平乗全の4男として誕生。
兄3人が夭逝したため、嫡子となる。しかし、家督を継ぐことなく嘉永3年（1850年）に早世した。その後、父・乗全が文久2年（1862年）に幕府から隠居を命じられたため、家督は叔父・乗秩が継いでいる。

## 系譜
- 父：松平乗全（1795-1870）
- 母：不詳
- 正室：大村純昌娘
- 生母不明の子女
  - 長女：ひで - 松平親貴正室